# Iran na Letnich Igrzyskach Olimpijskich 2000
Iran na Letnich Igrzyskach Olimpijskich 2000 reprezentowało 35 zawodników, 34 mężczyzn i 1 kobieta.

## Zdobyte medale
| Medal | Zawodnik          | Dyscyplina           | Konkurencja                      |
| ----- | ----------------- | -------------------- | -------------------------------- |
| Złoto | Hossein Tavakkoli | Podnoszenie ciężarów | Kategoria do 105 kg mężczyzn     |
| Złoto | Hossein Rezazadeh | Podnoszenie ciężarów | Kategoria + 105 kg mężczyzn      |
| Złoto | Alireza Dabir     | Zapasy               | Styl dowolny, kategoria do 58 kg |
| Brąz  | Hadi Saei         | Taekwondo            | Kategoria do 68 kg mężczyzn      |